# Club Ferro Carril Oeste (General Pico)
El Club Atlético Ferro Carril Oeste es un club deportivo de General Pico, La Pampa. Fue fundado el 24 de junio de 1934, actualmente se desempeña en el Torneo Regional Federal Amateur tras descender del Federal A en 2024 y también en La Liga Federal (básquetbol).
Entre sus logros se encuentra el haber participado en el Campeonato Nacional de 1984, además de ser el único equipo de la Provincia de La Pampa que jugó la primera categoría del fútbol argentino y en Primera B Nacional; lo hizo dos temporadas entre 1986 y 1988.
También es el máximo ganador del Torneo Provincial, trofeo más importante del fútbol pampeano, con 4 copas en sus vitrinas. Ferro no tiene clásico a nivel nacional. Su clásico rival es el Club Atlético Costa Brava de General Pico.

## Historia
Ferro fue fundado el 24 de junio de 1934 por un grupo de padres del colegio 111 para crear un espacio deportivo destinado a los deportistas de la ciudad. Fomentado por el profesor Guillermo Coppo, fue fundado con el nombre de «Club Sportivo Costanero».
Tras menos de un mes, se fusiona con el «Club Talleres», naciendo así el «Club Atlético Ferro Carril Oeste», en honor al ramal del tren (Ramal ferroviario General Pico-Telén) que pasaba por la ciudad.

### Torneos Regionales
Tras la instauración del Campeonato Nacional, se creó también el Torneo Regional para los equipos del interior afiliados a las ligas regionales que se encontraban fuera de la órbita de la AFA y que le perimitía a dichos clubes acceder al Nacional. Para participar en el "Regional" los equipos del interior debían ser campeones de su liga de origen.
 Regional 1981 
En 1981 participa en su primer Torneo Regional. Fue en el grupo 3, compartido con San Martín de San Martín (Mendoza), Alianza de Cutral Có, Deportivo Bowen de General Alvear, Atlético Macachín de Macachín y Huracán de San Rafael.

Tras diez partidos, el equipo terminó tercero, con cuatro victorias, tres empates y tres derrotas, y con ello terminó su participación.
 Regional 1982 
Al año siguiente volvió a participar del Torneo Regional. Esa vez, afrontó una primera eliminatoria directa contra All Boys de Santa Rosa; tras ganar 2 a 0 como local y 1 a 0 de visitante, avanzó a la siguiente ronda.

En esa etapa quedó eliminado por Estudiantes de San Luis, tras perder como visitante 1 a 0, y ganar como local 2 a 1, en un resultado que -si bien la serie quedó empatada en el resultado global- el equipo sanluiseño pasó de fase por haber convertido un gol de visitante.
Regional 1984

#### Etapa Clasificatoria Zona Sur Grupo B
El Torneo Regional 1984 fue la mejor campaña histórica del club en esa clase de certamen.

Integró el grupo "B" de la Zona Sur. Comenzó jugando en Bariloche, frente a Boca Unidos de dicha ciudad, donde ganó 2 a 1. En la fecha siguiente y en oportunidad de inaugurar su actual estadio: "El Coloso de Barrio Talleres", venció a Independiente de Neuquén 3 a 1.

Tras empatar en cero ante Cipolletti como visitante en la tercera jornada; venció en la fecha cuatro, a Jorge Newbery de Carmen de Patagones 2 a 1 como local; y finalizó la primera rueda con un empate ante All Boys por 1 a 1.

El resto de la participación fue excelente, venció en cuatro de los cinco partidos, destacándose una victoria como local, por 6 a 1 frente a Boca de Bariloche. El equipo terminó primero del grupo, avanzó así de fase, de manera invicta y clasificó a la final del regional por la Zona Sur.
| Resultados Zona 2 - Grupo B | Resultados Zona 2 - Grupo B | Resultados Zona 2 - Grupo B | Resultados Zona 2 - Grupo B |
| --------------------------- | --------------------------- | --------------------------- | --------------------------- |
| Fecha                       | Local                       | Resultado                   | Visitante                   |
| 06/11/83                    | Boca Jrs. (Bariloche)       | 1 - 2                       | Ferro                       |
| 13/11/83                    | Ferro                       | 3 - 1                       | Independiente (N)           |
| 20/11/83                    | Cipolletti                  | 0 - 0                       | Ferro                       |
| 04/11/83                    | Ferro                       | 2 - 1                       | Jorge Newbery (CdP)         |
| 08/12/83                    | All Boys (Sta. Rosa)        | 1 - 1                       | Ferro                       |
| 11/12/83                    | Ferro                       | 6 - 1                       | Boca Jrs. (Bariloche)       |
| 18/12/83                    | Independiente (N)           | 1 - 1                       | Ferro                       |
| 22/12/83                    | Ferro                       | 1 - 0                       | Cipolletti                  |
| 08/01/84                    | Jorge Newbery (CdP)         | 0 - 3                       | Ferro                       |
| 15/01/84                    | Ferro                       | 1 - 0                       | All Boys (Sta. Rosa)        |

| Equipo                              | PG | PE | PP | TF | TC | Pts |
| Ferro Carril Oeste                  | 7  | 3  | 0  | 20 | 6  | 17  |
| All Boys (Santa Rosa)               | 7  | 2  | 1  | 19 | 7  | 16  |
| Club Cipolletti (Cipolletti)        | 3  | 2  | 5  | 11 | 8  | 8   |
| Independiente (Neuquén)             | 2  | 3  | 5  | 12 | 10 | 7   |
| Boca Unidos (Bariloche)             | 3  | 1  | 6  | 10 | 27 | 7   |
| Jorge Newbery (Carmen de Patagones) | 1  | 3  | 6  | 10 | 24 | 5   |

|  | Clasificado a la final regional. |

#### Final Zona Sur
En la final por el acceso al Torneo Nacional 1984, Ferro se enfrentó en partidos de ida y vuelta a Germinal de Rawson, equipo que se había adjudicado el Nombre de la sección
Grupo A, dejando en el camino a: Huracán de Comodoro Rivadavia, Tres de Fierro Polo Club de Esquel, Estrella Norte de Caleta Olivia y el disuelto San Lorenzo de Río Gallegos.

El cotejo de ida se jugó el 22 de enero de 1984, en el estadio Cayetano Castro de Trelew, donde el equipo de la capital del Chubut hizo de local, y el triunfo fue para el equipo verde por 2 a 1.

Siete días después, Ferro recibió en su estadio a Germinal y empató 0 a 0.

Con ese resultado logró acceder a su primer Torneo Nacional.

### Torneo Nacional 1984
Ferro debutó en primera división, recibiendo a Talleres de Córdoba, sufriendo una derrota 2 a 3.

Luego recibió a Boca Juniors, en lo que fue todo un acontecimiento no sólo para la ciudad, sino para toda la provincia, obteniendo un importante empate 0 a 0.
Fuente:.
| Torneo Nacional 1984 - Grupo A Fecha 2 - 26/02/1984 |                                                                           |     |                                           |
| Estadio: Coloso de Barrio Talleres                  |                                                                           |     |                                           |
| Recaudación $a 1.050.000,00                         |                                                                           |     |                                           |
| Árbitro: Ricardo Calabria                           |                                                                           |     |                                           |
|                                                     | Ferro: 0                                                                  |     | Boca Juniors: 0                           |
| 1                                                   | Oscar Alfredo López                                                       | 1   | Hugo Orlando Gatti                        |
| 4                                                   | José A. Lencina                                                           | 4   | Raúl Di Natale                            |
| 2                                                   | Horacio Luna                                                              | 2   | Sergio Américo Otero                      |
| 6                                                   | Pablo Scamporrino                                                         | 6   | Oscar Alfredo Ruggeri                     |
| 3                                                   | Wagner                                                                    | 3   | Carlos Córdoba                            |
| 8                                                   | Rubén Oscar Peracca                                                       | 8   | Roberto Passucci                          |
| 5                                                   | Jorge Ribolzi                                                             | 5   | José Orlando Berta                        |
| 10                                                  | Raúl Vicente                                                              | 10  | Jorge Alberto Vázquez                     |
| 7                                                   | Daniel Gómez                                                              | 7   | Omar Rodolfo Porté                        |
| 9                                                   | Víctor Nicollier                                                          | 9   | Ricardo Gareca                            |
| 11                                                  | Rito Ramón Fernández                                                      | 11  | Carlos Alberto Mendoza                    |
| DT:                                                 | José Aragonés.                                                            | DT: | Miguel Ángel López.                       |
|                                                     | Goles: No convirtió.                                                      |     | Goles: No convirtió.                      |
|                                                     | Expulsados: ST 19' Jorge Ribolzi                                          |     | Expulsados: No hubo.                      |
|                                                     | Cambios: ST 11' Necochea por Peracca ST 26' Jorge Rodríguez por Fernández |     | Cambios: ST 20' Carlos López por Berta.   |
|                                                     | Suplentes: Candia Cervio D'Ottavio                                        |     | Suplentes: Genaro Alvez Krazouki Randazzo |

En la tercera fecha, cayó de visitante frente a Newell's Old Boys de Rosario por 2 a 3. En la fecha 4, visitó a Boca, perdiendo 1 a 2. En la fecha 5, sumó su segundo punto en el torneo, en el empate 1 a 1 frente a Newell's. Finalmente, cerro su campaña con una derrota, de visitante frente a Talleres por un duro 1 a 4.

Tras seis partidos, sólo logró dos empates, de local, ante Boca y Newell's; el equipo terminó último en su grupo y así finalizó su paso por primera división..

Tras el exitoso 1984, el equipo participó en el Regional 1984-1985, sin buenos resultados.

### Nacional B
En 1986, All Boys de Santa Rosa y Ferro, tras obtener ambos equipos sus respectivos certámenes ligueros, se enfrentaron para determinar cual de los dos clubes obtenía la plaza por la La Pampa en el nuevo Torneo Nacional B creado por la AFA, pensado para darle un torneo con continuidad a los equipos del interior del país.

En el partido de ida jugado en el "Coloso del Barrio Talleres" fue empate a uno, lo cual parecía darle el ascenso al elenco de la capital, pero tras ganar como visitante, fue Ferro el equipo que obtuvo el ascenso por la provincia al nuevo Torneo Nacional B.
En el Nacional B 1986/87 el equipo obtuvo 36 puntos en 42 partidos jugados y ocupó la 15.ª posición, con una campaña de 13 ganados, 10 empatados, 19 perdidos, 53 goles a favor y 62 goles en contra, lo cual le dio un promedio de 0,857, y le permitió mantener la categoría.
En la temporada 87/88 los resultados fueron peores que en la anterior participación; el equipo terminó penúltimo con sólo 25 puntos y, además, con un promedio de 0,726 que determinó su descenso de categoría y el retorno a la Liga Pampeana de Fútbol.

### Torneo del interior 1992/93
En 1992 volvió a los certámenes nacionales, pero de orden regional. Participó del Torneo del Interior 1992/93, donde compartió zona con Sol de Mayo de Viedma, Atlético Santa Rosa de Santa Rosa y Villa Mitre de Río Colorado. Con dos victorias, tres empates y una derrota, avanzó de fase, donde se enfrentó a Centenario de la ciudad de Centenario; fue empate a 2 en la serie, por lo que debieron recurrir a la definición por penales para definir que equipoavanzaba de fase, finalmente 4 a 3 ganó el "verde" y así clasificó al triangular final de la zona. En esa instancia junto con Germinal de Rawson y Cipolletti se enfrentaron para clasificar a dos equipos para la última etapa del Torneo del Interior. Ferro terminó segundo, tras el equipo de Germinal y por sobre Cipolletti, lo que le alcanzó para acceder al Torneo Octognal Zonal Suresete, certamen que determinaría el ascenso al Nacional B.

En dicho torneo se cruzaban 6 equipos provenientes del Torneo del Interior y dos equipos de la Primera B Metropolitana; Ferro se enfrentó a Argentino Oeste de San Nicolás y quedó eliminado, en lo que fue una dura derrota 5 a 1 como local y otra por 3 a 1 como visitante, para terminar con las ilusiones del ascenso.

### Torneo Argentino B 1995/96
En la temporada 1995/96, "el verdolaga" debuta en un nuevo certamen nacional, el Torneo Argentino B. El equipo integró el "Grupo A" de la Región Sur, junto a: Alianza (Cutral Có), Villa Congreso (Viedma), Lamarque (Luis Beltrán), Don Bosco (Zapala) e Independiente (Río Colorado), donde tras diez partidos, quedó segundo y quedó eliminado pues solamente avanzaba el ganador del grupo.

### Torneo Argentino B 2001/02
La siguiente participación de Ferro en un torneo de 4.º nivel, fue la temporada 2001/02; allí jugó el "Argentino B" y compartió el grupo 5 de la Región Sur, con todos equipos pampeanos: Villa Mengelle de Jacinto Arauz y Club General Belgrano y All Boys ambos de Santa Rosa. Tras 6 partidos (2 empates y cuatro derrotas) quedó eliminado en la etapa Regional y no pudo acceder a la siguiente fase.

### En el Argentino C

#### Torneo del Interior 2005
Este nuevo torneo era similar a los campeonatos Regionales, es decir, para participar había que ser al menos, campeón de la Liga Regional, y es por ello que Ferro no volvió a disputarlo sino hasta el 2005. Para ese año, cuando Ferro volvió a ser campeón local, el Consejo Federal dispuso crear una nueva categoría, el Torneo del Interior, por lo tanto, el equipo volvió a los certámenes federales en el Torneo del Interior 2005. Compartió la etapa de Grupos con Atlético Macachín de Macachín, Deportivo La Maruja La Maruja y Ferro Carril Oeste de Intendente Alvear. Tras pasar la primera fase, eliminó a la Unión Deportiva Catriel, para luego ser eliminado por su homónimo de Intendente Alvear.

#### Torneo del Interior 2006
En el 2006, compartió el grupo inicial con All Boys de Santa Rosa y su clásico rival Costa Brava; no tuvo buenos resultados y con cuatro derrotas en igual cantidad de partidos, quedó eliminado en la fase de grupos.

#### Torneos del Interior 2007
En el 2007, integró el grupo inicial con: Fortin Club (Pedro Luro), Villa Congreso (Viedma) y Sol de Mayo (Viedma); con doce puntos, se adjudicó el grupo y avanzó a la siguiente etapa, en la que fue eliminado por Football Club Tres Algarrobos, tras ganar 1 a 0 de local en la ida y caer 5 a 0 de visitante en la vuelta.

#### Torneos del Interior 2008
En el 2008, integró el grupo inicial, con todos equipos pampeanos: General Belgrano y Atlético Santa Rosa de Santa Rosa y un viejo rival liguero, Ferro Carril Oeste de Intendente Alvear; con 9 puntos, terminó tercero en el grupo, detrás de Belgrano y del equipo alvearense y quedó eliminado en la primera etapa.

#### Torneos del Interior 2009
En el 2009, también tuvo rivales pampeanos en el grupo de arranque, Deportivo Mac Allister de Santa Rosa y los dos equipos alvearenses, Ferro Carril Oeste y Alvear Fottball Club y con cinco puntos, finalizó tercero en su grupo y quedó elminado en la etapa inicial.

#### Torneos del Interior 2010
En el Torneo del Interior 2010 tuvo su mejor actuación histórica en la categoría. Integró el grupo inicial con: Barrio Norte de América y Alvear Fottball Club de Intendente Alvear y finalizó segundo, lo que alcanzó para clasificar a la etapa siguiente.

Luego superó sucesivamente a Defensores de Buena Parada (Río Colorado), Fútbol Club de Tres Algarrobos, Independiente (Río Colorado), Villa Del Parque (Necochea), y a Jorge Newbery (Comodoro Rivadavia), para acceder a la final por el ascenso al Argentino B.

Allí cayó ante Argentinos de Veinticinco de Mayo por penales 4 a 3, tras empatar 0 a 0 en la ida y 1 a 1 en la vuelta.

Tras esto, debió disputar la promoción ante Independiente de Tandil en un ida y vuelta.

La ida se jugó en General Pico, donde ganó Independiente 3 a 0. Tras el partido, Ferro elevó un reclamo a la AFA por una supuesta mal inclusión por parte del equipo tandilense de cuatro jugadores, sin embargo, este reclamo fue rechazado.

En el partido de vuelta, en Tandil, Ferro volvió a perder, en esa oportunidad por 3 a 1, por lo que el equipo tandilense mantuvo la categoría, en tanto que Ferro no logró ascender.

#### Torneos del Interior 2011
En la edicione del 2011 integró el grupo con todos viejos rivales ligueros:
Teniente Benjamín Matienzo de Ingeniero Luiggi, Alvear Footbal Club Intendente Alvear y Unión Deportiva Vértiz de Vértiz. Si bien se adjudicó su grupo y avanzó a la etapa siguiente, allí se enfrentó a Atlético Trenque Lauquen de Trenque Lauquen y tras caer de visitante 3 a 2, logró emparejar la serie al ganar de local por el mismo resultado, lo que determinó que la serie se defina por penales, en donde prevaleció el equipo trenquelauquense por 4 a 3, por lo que Ferro quedó eliminado.

#### Torneos del Interior 2012
En 2012, participó del grupo inicial con rivales pampeanos: All Boys, Unión Deportiva Vértiz y su eterno rival Costa Brava. Tras terminar tercero en el grupo, le bastó para acceder como uno de los mejores terceros a la segunda etapa. Allí enfrentó a Atlético Ameghino, a quien derrotó en ambos partidos (2 a 0 y 3 a 1). En la etapa siguiente se volvió a ver las caras con Costa Brava y fue triunfo de Ferro (2 a 1 y 2 a 2). Con ello avanzó a octavos de final, donde enfrentó a Sp. Olimpo (TA) a quien eliminó con sendos triunfos (1 a 0 y 3 a 2). En cuartos de final jugó con Tiro Federal de Bahía Blanca, etapa en la que quedó eliminado por penales, por 6 a 5 tras igualar en la serie con un global de 1 a 1.

### Invitación al Argentino B
La buena campaña en el torneo del interior, y la ampliación de equipos participantes del Torneo Argentino B, Ferro fue invitado por el Consejo Federal a participar del torneo, invitación que aceptó, por lo que retornó a la cuarta categoría del fútbol argentino.

El Argentino B 2012/13 integró la zona 3, junto con Alianza Coronel Moldes, Alvear Football Club de Intendente Alvear, Andes Talleres Sport Club de Godoy Cruz, Estudiantes de Río Cuarto, Huracán Las Heras, Atlético Club San Martín de San Martín, Gimnasia y Esgrima (Mendoza), Deportivo Guaymallén de Guaymallén, Huracán de San Rafael, Sportivo Estudiantes de San Luis, Atenas de Río Cuarto, Gutiérrez SC de General Gutiérrez y Pacífico de General Alvear.

Tras veintiséis partidos, terminó quinto en su grupo, un resultado sorpresivo por lo bueno e inesperado.

Asimismo al ser uno de los mejores quintos clasificados, avanzó a la segunda fase, donde compartió un cuadrangular con tres equipos bonaerenses, Tiro Federal y Liniers, ambos de Bahía Blanca, y Huracán de Tres Arroyos. Nuevamente, sorprendiendo terminó primer de grupo, con cuatro victorias y dos derrotas, lo que le permitió avanzar a la cuarta etapa.

Allí finalmente quedaría eliminado en una serie bastante accidentanda ante General San Martín de Formosa.
En el Argentino B 2013/14, el equipo estuvo en la zona 10, donde terminó quinto y dejó de participar. Este sería el último Argentino B que jugaría, ya que terminada la temporada, se reestructuró el fútbol argentino, y por ello el certamen dejó de existir.

### Invitación al Federal A
Una nueva reestructuración de los torneos de fútbol, y según estipuló la AFA, se invitaría al nuevo torneo a crearse, a dos equipos por provincia siempre que no haya ninguno en alguna categoría superior. Así fue que Belgrano por la Liga Cultural y el "verdolaga" por la Liga Pampeana fueron los invitados de la La Pampa al Torneo Federal A 2014.
Tras aceptar la invitación, participó de dicho certamen, y en la actualidad (luego de ocho temporadas), permanece en la divisional.

### Federal A 2014
Integró el Grupo 5, junto a: Alvarado (Mar del Plata), Independiente (Chivilcoy), Talleres (Córdoba), Tiro Federal (Rosario), Unión (Mar del Plata), Defensores de Belgrano (Villa Ramallo) y Libertad (Sunchales). Con sólo 3 triunfos (dos veces ante Defensores de Belgrano y una vez ante Alvarado -de visitante-), 5 empates, 6	derrotas, 10 goles a favor, 16 goles en contra y 14 puntos, finalizó séptimo en el grupo, sólo por arriba de Alvarado, y quedó eliminado.

### Federal A 2015
Participó del Grupo 1 junto a: Alvarado (Mar del Plata), Independiente (Neuquén), Cipolletti (Cipolletti), Belgrano (Santa Rosa), Alianza (Cutral Có), Deportivo Roca (General Roca), Deportivo Madryn (Puerto Madryn), Tiro Federal (Bahía Blanca), C.A.I. (Comodoro Rivadavia). Con 6 triunfos, 8	empates, 4	derrotas, 30	goles a favor 20 goles en contra y 26 puntos terminó séptimo y quedó relegado a la zona reválida.

En la etapa reválida integró el Grupo A, el que jugó frente a: Alvarado, CAI, Deportivo Madryn,  Belgrano, Independiente (Neuquén), Alianza de Cutral Có (con quienes ya había compartido el grupo inicial), y Sportivo  (Las Parejas), Maipú (Maipú, Gutiérrez (General Gutiérrez), 9 de Julio (Morteros), Tiro Federal (Rosario), Independiente (Chivilcoy). Con 3 triunfos,	5	empates, 4	derrotas, 15	goles a favor, 17 goles en contra, y 14 puntos, finalizó en la décima posición, lo que le alcanzó para mantener la categoría.

### Federal A 2016
Integró el Grupo C con: 01.º 	 Defensores de Belgrano (Villa Ramallo),  Alvarado , Club General Belgrano y  Tiro Federal (Bahía Blanca) ; terminó en la tercera posición, y clasificó a la etapa final elimiatoria, como uno de los dos mejores terceros.

En octavos de final enfrentó a Sol de América a quien derrotó en la ida 3 a 1 para empatar en la vuelta 1 a 1, clasificando a cuartos de final. Allí enfrentó a Unión Aconquija, el primer preclasificado, ante quien cayó por 2 a 1 en la ida y empató 3 a 3 en la vuelta, para quedar eliminado.

### Federal A 2016-17
En la etapa inicial, integró el Grupo 2, con: Alvarado ,  Defensores de Belgrano (Villa Ramallo),  Agropecuario ,  Rivadavia (Lincoln) y  General Belgrano finalizó en la cuarta colocación lo que determinó que quede eliminado y deba afrontar la zona reválida.

La Zona Reválida la disputó con: Deportivo Maipú ,  Rivadavia (Lincoln),  Independiente (Neuquén),  Deportivo Roca,  General Belgrano (Santa Rosa); si bien finalizó último en el grupo, el coeficiente de puntos obtenido a lo largo del torneo sumando las dos etapas jugadas, le permitió evitar el descenso.

### Federal A 2017-18
En la primera etapa integró el grupo 1 junto a: Alvarado ,  Villa Mitre ,  Deportivo Roca , Cipolletti, Independiente (Neuquén), Rivadavia (Lincoln,  Sansinena y  Deportivo Madryn. Ocupó la cuarta posición, lo que le alcanzó para clasificar a la etapa siguiente.

En la segunda etapa integró el Grupo A, junto a:  Estudiantes (Río Cuarto), Gimnasia y Esgrima (Mendoza), Juventud Unida Universitario, Alvarado, Deportivo Roca, Desamparados y  Villa Mitre; finalizó en la última posición, por lo que quedó eliminado de la lucha por el título y desplazado a la zona reválida. En esa instancia enfrentó a Sarmiento de Resistencia y tras caer 2 a 0 de local y empatar 0 a 0 de visitante, quedó eliminado.

### Federal A 2018-19
Integró el grupo inicial con Alvarado ,  Villa Mitre, Sansinena , Sol de Mayo, Deportivo Madryn, Cipolletti,  Deportivo Roca, e Independiente (Neuquén), en donde finalizó octavo, por lo cual quedó desplazado a la Zona Reválida (zona en la que el primer objetivo es evitar el descenso).
Allí integró el Grupo A, con: Deportivo Madryn, Cipolletti, Deportivo Roca e Independiente (Neuquén), finalizó cuarto y logró mantener la categoría.

### Federal A 2019-20
Integró el Grupo B junto a:  Círculo Deportivo (Nicanor Otamendi), Sansinena (General Cerri), Villa Mitre y Olimpo ambos de Bahía Blanca, Camioneros (Nueve de Abril), Deportivo Madryn (Puerto Madryn), Huracán (Las Heras), Deportivo Maipú (Maipú), Cipolletti (Cipolletti), Club Social y Deportivo Sol de Mayo (Viedma), Sportivo Peñarol (Chimbas), Sportivo Desamparados (San Juan), Estudiantes y Juventud Unida Universitario ambos de San Luis. Cuando se habían jugado 23 fechas y se encontraba en la quinta posición y en puestos de clasificación a la siguiente etapa, el torneo se dio por finalizado en forma anticipada y sin ascensos ni descensos debido a la Pandemia de COVID 19.

### Federal A 2021
Luego de desertar de participar del certamen 2020, sin recibir sación alguna atento las reglas organizativas del campeonato; volvió a participar del torneo nacional en la temporada 2021.
Integró el Grupo B junto a:  Círculo Deportivo (Nicanor Otamendi), Sansinena (General Cerri), Villa Mitre y Olimpo ambos de Bahía Blanca, Camioneros (Nueve de Abril), Ciudad de Bolívar (San Carlos de Bolívar), Deportivo Madryn (Puerto Madryn), Independiente (Chivilcoy), Huracán (Las Heras), Cipolletti (Cipolletti), Sol de Mayo (Viedma), Sportivo Peñarol (Chimbas), Sportivo Desamparados (San Juan), Estudiantes y Juventud Unida Universitario ambos de San Luis. Ocupó la décima posición del grupo con una campaña de 43 puntos, 13 partidos ganados, 4 empatados, 13 periodos, 39 goles a favor y 38 en contra, quedando eliminado.

### Actualidad
El 15 de septiembre de 2024, el club descendió al Torneo Regional Federal Amateur tras 10 años militando en el Federal A, luego de que venciera por 2 a 1 a Estudiantes de San Luis y quedará condenado tras el empate sobre el final del partido de Círculo Deportivo. El desenlace se dio luego de haber finalizado último en la Zona B de la Primera Fase y lograr el tercer lugar en la Reválida, puesto que le daba la clasificación a los dieciseisavos, pero al haber finalizado en zona de descenso en la tabla acumulada de la Zona le fue revocada la clasificación.

## Presidentes

### Comisión directiva 2023
- Presidente: Ariel Hernández.
- Vicepresidente: Diego Tripi.
- Secretario: Sebastián Paoli.
- Prosecretario: Marcelo Abascal.
- Tesorero: Luis Anconetani.
- Protesorero: José Luis Lavechia.
- Vocal titular 1: Silvina De Paoli.
- Vocal titular 2: Darío Pérez.
- Vocal titular 3: Walter Gonzalo.
- Vocal suplente 1: Silvina De La Mano.
- Vocal suplente 2: José Luis Sánchez.
- Vocal suplente 3: Fernando Falcón.
- Vocal suplente 4: Rubén Fernández.
- Vocal suplente 5: Darío Merino.
- Vocal suplente 6: Marcelo Corso.
- Vocal suplente 7: Cristian Cavallotti.
- Vocal suplente 8: Carla María Prato.
- Vocal suplente 9: Guillermo Vigna.
- Revisor de cuenta titular: Guillermo Ravera.
- Revisor de cuenta titular: Leonardo Justo.
- Revisor de cuenta suplente: Alejandro Happel Well.

## Estadio

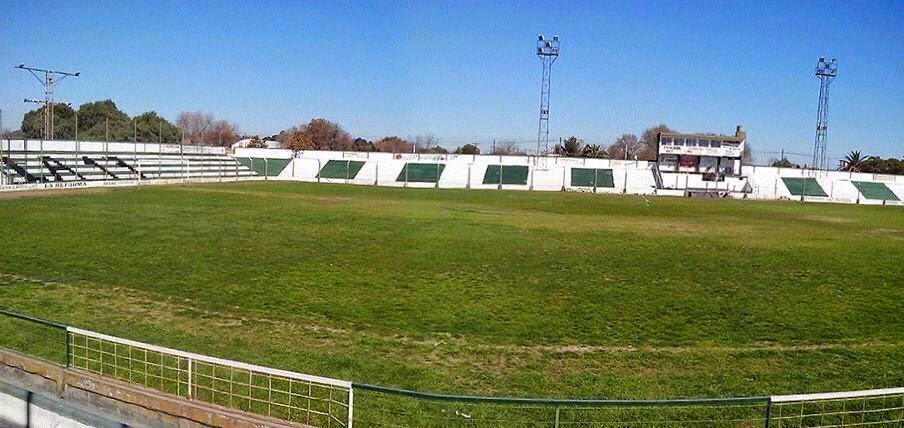
El Coloso del Barrio Talleres.

El estadio de Ferro fue inaugurado el 13 de noviembre de 1983, en un partido del Torneo Regional ante Independiente de Neuquén. Actualmente cuenta con habilitación para 17 000 espectadores.

## Datos del club
- Temporadas en Primera División: 1
  - Campeonato Nacional: 1 (1984)
- Temporadas en Segunda División: 7
  - Torneo Regional: 5 (1981 - 1985)
  - B Nacional: 2 (1986-87 - 1987-88)
- Temporadas en Tercera División: 13
  - Torneo del Interior: 1 (1992-93)
  - Torneo Federal A: 12 (2014 - 2024)
- Temporadas en Cuarta División: 4
  - Torneo Argentino B: 4 (1995/96, 2001/02, 2012/13 - 2013/14)
- Temporadas en Quinta División: 10
  - Torneo del Interior: 10 (2005 - 2012)
- Participaciones en Copa Nacional:

## Jugadores

### Plantel 2024
- Los equipos argentinos están limitados por la AFA a tener en su plantel de primera división un máximo de cuatro futbolistas extranjeros.

### Mercado de pases

#### Altas 2024
| Verano              |                  |                                  |                  |  |  |  |
| Leonardo D'urso     | Director técnico | Once Tigres de 9 de Julio        | Libre.           |  |  |  |
| Francisco Del Riego | Arquero          | Crucero del Norte                | Libre.           |  |  |  |
| Tomás Muñoz         | Arquero          | Gimnasia de Mendoza              | Libre.           |  |  |  |
| Joaquín Sequeira    | Arquero          | Atlético Villegas                | Libre.           |  |  |  |
| Gonzalo Yordan      | Arquero          | Comunicaciones                   | Fin de préstamo. |  |  |  |
| Arón Agüero         | Defensor         | Deportivo Maipú                  | Libre.           |  |  |  |
| Daniel Cifuentes    | Defensor         | F.C. Van                         | Libre.           |  |  |  |
| Emanuel Del Bianco  | Defensor         | Sportivo Belgrano                | Fin de préstamo. |  |  |  |
| Agustín Fazzio      | Defensor         | Universitario                    | Libre.           |  |  |  |
| Alejo Morales       | Defensor         | Bragado Club                     | Fin de préstamo. |  |  |  |
| Maximiliano Paredes | Defensor         | C.A.I. de Comodoro Rivadavia     | Libre.           |  |  |  |
| Marco Pérez         | Defensor         | Estudiantil de Eduardo Castex    | Fin de préstamo. |  |  |  |
| Nicolás Portillo    | Defensor         | Mitre de Posadas                 | Libre.           |  |  |  |
| Mateo Zapata        | Defensor         | C.A.I. de Comodoro Rivadavia     | Libre.           |  |  |  |
| Mauro Bottari       | Volante          | Folgore Castelvetrano            | Libre.           |  |  |  |
| Germán Mansilla     | Volante          | El Linqueño                      | Libre.           |  |  |  |
| Enzo Martínez       | Volante          | San Martín de Tucumán            | Fin de préstamo. |  |  |  |
| Diego Núñez         | Volante          | Sportivo Belgrano                | Libre.           |  |  |  |
| Lucas Seimandi      | Volante          | Flandria                         | Libre.           |  |  |  |
| Álex Sosa           | Volante          | Alvear de La Pampa               | Libre.           |  |  |  |
| Gastón Torres       | Volante          | Talleres de Córdoba              | Préstamo.        |  |  |  |
| Agustín Zanoni      | Volante          | All Boys de Santa Rosa           | Fin de préstamo. |  |  |  |
| Ignacio Zúñiga      | Volante          | Belgrano de Santa Rosa           | Libre.           |  |  |  |
| Bautista Bartolomé  | Delantero        | Alvear de La Pampa               | Libre.           |  |  |  |
| Alexis Blanco       | Delantero        | Agropecuario de Carlos Casares   | Libre.           |  |  |  |
| Yeferson Contreras  | Delantero        | Bogotá F.C.                      | Libre.           |  |  |  |
| Fernando Luna       | Delantero        | Atlético Palmaflor               | Libre.           |  |  |  |
| Tomás Segovia       | Delantero        | Huracán Las Heras                | Libre.           |  |  |  |
| Diego Sevillano     | Delantero        | FADEP de Mendoza                 | Libre.           |  |  |  |
|                     |                  |                                  |                  |  |  |  |
| Invierno            |                  |                                  |                  |  |  |  |
| Nelson Benítez      | Director técnico | Coordinador del Fútbol Formativo | Libre.           |  |  |  |
| Federico Peralta    | Defensor         | Talleres de Remedios de Escalada | Préstamo.        |  |  |  |
| Braian Cuello       | Volante          | Sansinena de General Cerri       | Libre.           |  |  |  |
| Lucas Marciante     | Volante          | Crucero del Norte                | Libre.           |  |  |  |
| Axel Musarella      | Volante          | Sportivo Belgrano                | Préstamo.        |  |  |  |
| Luciano Riveros     | Delantero        | San Martín de San Juan           | Préstamo.        |  |  |  |

#### Bajas 2024
| Verano             |                  |                                |                        |  |  |  |
| Alexis Matteo      | Director técnico | Estudiantes de Río Cuarto      | Rescisión de contrato. |  |  |  |
| Mauricio Maslovski | Arquero          | Rosario Central                | Fin de préstamo.       |  |  |  |
| Facundo Sánchez    | Arquero          | Sarmiento de Resistencia       | Fin de contrato.       |  |  |  |
| Gonzalo Yordan     | Arquero          | Ferrocarril Midland            | Fin de contrato.       |  |  |  |
| Marcos Quiroz      | Defensor         | Pico F.B.C.                    | Fin de contrato.       |  |  |  |
| Matías Rapetti     | Defensor         | Defensores Unidos de Zárate    | Fin de contrato.       |  |  |  |
| Gastón Vega        | Defensor         | San Martín de San Juan         | Fin de préstamo.       |  |  |  |
| Emanuel Yori       | Defensor         | San Martín de San Juan         | Fin de préstamo.       |  |  |  |
| César Cocchi       | Volante          | Bandera de ?                   | Fin de contrato.       |  |  |  |
| Tenca Hernández    | Volante          | Estudiantes de San Luis        | Fin de contrato.       |  |  |  |
| Francisco Leonardo | Volante          | Bandera de ?                   | Fin de contrato.       |  |  |  |
| Julio Luques       | Volante          | Sarmiento de La Banda          | Fin de contrato.       |  |  |  |
| Enzo Martínez      | Volante          | Agropecuario de Carlos Casares | Préstamo.              |  |  |  |
| Gonzalo González   | Delantero        | Defensa y Justicia             | Fin de préstamo.       |  |  |  |
| Franco Pérez       | Delantero        | Bandera de ?                   | Fin de contrato.       |  |  |  |
| Matías Persia      | Delantero        | Deportivo Maipú                | Fin de préstamo.       |  |  |  |
| Federico Vasilchik | Delantero        | Swieqi United                  | Fin de contrato.       |  |  |  |
| Joaquín Vivani     | Delantero        | Villa Mitre de Bahía Blanca    | Fin de contrato.       |  |  |  |
|                    |                  |                                |                        |  |  |  |
| Invierno           |                  |                                |                        |  |  |  |
| Leonardo D'urso    | Director técnico | Bandera de ?                   | Rescisión de contrato. |  |  |  |
| Ignacio Zúñiga     | Volante          | Deportivo Colonia              | Rescisión de contrato. |  |  |  |

## Últimos directores técnicos
- Leonardo D´Urso 2024
- Alexis Matteo 2023
- Mauricio Martín Romero (interino) 24/08/2022 al 16/10/2022
- Marcelo Pontiroli 09/07/2022 al 20/08/2022
- Mauricio Martín Romero (interino) 18/06/2022 al 03/07/2022
- Mauricio Giganti 27/03/2022 al 11/06/2022
- Mauricio Martín Romero (interino) 21/08/2021 al 31/10/2021
- Pablo Semeniuk 11/04/2021 al 15/08/2021
- Mauricio Giganti 01/09/2019 al 15/03/2020
- Sergio José Priseajniuc 09/09/2018 al 24/03/2019
- Sergio Mauricio Arias 17/09/2017 al 08/04/2018
- Mauricio Giganti 24/08/2014 al 30/04/2017
- Sergio José Priseajniuc 16/09/2012 al 15/02/2014
- Mauricio Giganti 2011 al 31/05/2012

Nota1. 

## Palmarés

### Títulos locales
Liga Pampeana de Fútbol (14): 1941, 1948, 1960, 1977, 1980, 1981, 1983, 1984, 1992, 1995, 1998, 2005, 2015,2018.

### Títulos provinciales
Torneo Provincial (4): 1992, 2006, 2017, 2018.